# STS-5
La misión STS-5 fue una misión del transbordador espacial de la NASA usando el transbordador espacial Columbia, lanzada el 11 de noviembre de 1982. Esta fue la quinta misión del transbordador espacial, y fue también la quinta misión del transbordador espacial Columbia.

## Tripulación
- Vance D. Brand (4), Comandante
- Robert F. Overmyer (2), Piloto
- Joseph P. Allen (2), Especialista de la misión
- William B. Lenoir (1), Especialista de la misión

(1) número de vuelos espaciales hechos por cada miembro de la tripulación, hasta la fecha inclusive esta misión.

## Parámetros de la misión
- Masa:
  - Orbitador al despegue: 112.088 kg
  - Orbitador al aterrizaje: 91.841 kg
  - Carga: 14.551 kg
- Perigeo: 294 km
- Apogeo: 317 km
- Inclinación: 28,5°
- Período: 90,5 min

## Insignia de la misión
Los vértices de la estrella azul del parche de la misión identifica la designación numérica en la secuencia de misiones del sistema de transporte espacial.